# ادیگال
ادیگال (به لاتین: Adigale) در اتیوپی است که در استان سومالی واقع شده‌است.

## خصوصیات
ادیگال ۲٬۶۶۹ نفر جمعیت دارد و ۷۶۶ متر بالاتر از سطح دریا واقع شده‌است.